# 2010年4月逝世人物列表
2010年逝世人物列表：1月 - 2月 - 3月 - 4月 - 5月 - 6月 - 7月 - 8月 - 9月 - 10月 - 11月 - 12月
2010年4月逝世人物列表，是用于汇总2010年4月期间逝世人物的列表。

## 依日期排序

### 4月27日
- 魏需逊，80岁，中国归国华侨联合会海外顾问、美国华商总会顾问、旧金山湾区中国统一促进会顾问。侨报网

### 4月26日
- 劉殿爵，89歲，香港語言學家、翻譯權威和哲學家，翻譯成的《老子》、《孟子》及《論語》英文版獲國際學術界公認為標準譯本。蘋果日報（页面存档备份，存于）
- 容綺文，37歲，九龍塘牛津道賽馬會官立中學教師。蘋果日報（页面存档备份，存于）
- 富兰克林·缪利（Franklin Mieuli），89岁，1962-1986年为美国NBA金州勇士球队老闆。網易（页面存档备份，存于）

### 4月25日
- 阿兰·西利托（Alan Sillitoe），82岁，英国作家，主要作品为《星期六晚和星期日晨》（Saturday Night and Sunday Morning）和《长跑运动员的孤独》。BBC新闻（页面存档备份，存于）

### 4月21日
- 胡安·安東尼奧·薩馬蘭奇（Juan Antonio Samaranch），89歲，國際奧委會終身名譽主席。新浪網（页面存档备份，存于）
- 李石根，90岁，民族音乐学家，中国音乐史学家，陕西省音乐家协会研究员，西安鼓乐泰斗。中国音乐学网

### 4月20日
- 多蘿西·海特（Dorothy Height），98歲，美國黑人女民權領袖。（英文）NBC Washington（页面存档备份，存于）

### 4月19日
- 尤港仙，26歲，台灣調酒師，有「調酒冠軍王」的封號。今日新聞（页面存档备份，存于）

### 4月18日
- 宋時選，90歲，台灣朝陽科技大學董事長，曾任救國團總團部主任、國民黨台灣省黨部主任委員、國民黨組工會主任、中國廣播公司董事長、國策顧問等職。中國時報[永久]中國時報2聮合新聞網
- 陶大鏞，93歲，中國大陸經濟學家，第七屆全國人大財經委員會副主任，第五至七屆民盟中央副主席，北京師範大學教授。搜狐（页面存档备份，存于）
- 阿布·艾尤卜·馬斯裡（阿拉伯語：أبو أيّوب المصري，拉丁轉寫：Abu Ayyub al-Masri），基地組織伊拉克分支領導人。新華網 （页面存档备份，存于）

### 4月16日
- 冯世瑄，89岁，中国学者，中国石油大学(北京)退休教师教授。[1]
- 何才爵士夫人（Lady Hochoy），99歲，千里達和多巴哥慈善家，已故華裔總督何才爵士遺孀。千里達和多巴哥衛報、千里達和多巴哥新聞日報（页面存档备份，存于）、千里達和多巴哥政府新聞公報（页面存档备份，存于）

### 4月14日
- 黃福榮，46歲，香港義工，正職為貨櫃車司機，2002年開始在中國內地做慈善工作，2010年4月14日，在青海省玉樹地震中為拯救行動中罹難。明報[]

### 4月12日
- 讓·布瓦特（Jean Boiteux），76歲，法國首位奧運游泳冠軍。台灣新浪網[]
- 維爾納·施勒特爾（Werner Schroeter），65歲，德國導演。新浪网（页面存档备份，存于）

### 4月10日
- 2010年波蘭空軍圖-154墜機事件：　美聯社（页面存档备份，存于） 新華網（页面存档备份，存于）
  - 萊赫·卡欽斯基(Lech Kaczynski)，61歲，波蘭總統。他和多位波蘭官員乘搭的飛機在俄羅斯西面的斯摩棱斯克機場降落失敗墜毀而罹難。
  - 瑪麗婭·卡欽斯卡(Maria Kaczyńska)，67歲，波蘭第一夫人。
  - 弗朗齊謝克·貢戈爾(Franciszek Gągor)，58歲，波蘭軍隊總參謀長，2006年2月就職。2004年至2006年任波蘭駐北大西洋公約組織代表。
  - 安傑伊·布洛希克(Andrzej Błasik)，47歲，空軍司令，2007年就職。
  - 安傑伊·卡韋塔(Andrzej Karweta)，51歲，海軍司令，2009年11月就職，海軍中將。
  - 塔德烏什·布克(Tadeusz Buk)，49歲，陸軍司令，2009年9月任職。2007年曾任波蘭駐伊拉克部隊指揮官。
  - 亞歷山大·什奇格沃(Aleksander Szczygło)，46歲，國家安全局局長。曾任國防部長。
  - 斯坦尼斯拉夫·科莫羅夫斯基(Stanisław Komorowski)，56歲，國防部副部長。
  - 斯瓦沃米爾·斯剋日普克(Sławomir Skrzypek)，46歲，波蘭國家銀行行長，2007年就職。
  - 皮沃特裡·諾洛夫斯基(Piotr Nurowski)，64歲，波蘭奧委會主席。
  - 弗拉德米爾·波塔辛斯基(Włodzimierz Potasiński)，54歲，波蘭特種部隊司令。
  - 雷沙爾德·卡丘羅夫斯基(Ryszard Kaczorowski)，90歲，波蘭流亡政府最後一任總統。
  - 塔德烏什·波羅斯基(Tadeusz Płoski)，54歲，天主教波蘭隨軍總監區主教，少將。
  - 米隆·科達科沃斯基(Miron Chodakowski)，52歲，波蘭正教會隨軍總監區總主教。
- 村本博之，43歲，路透社日本籍攝影記者，採訪泰國紅衫軍示威活動軍民衝突時遭子彈擊中胸部身亡。中央廣播電台馬來西亞中國報
- 迪克西·卡特（Dixie Carter），70歲，美國演員。中國新聞網（页面存档备份，存于）

### 4月9日
- 井上廈（日語：井上 ひさし），75歲，日本劇作家、作家。共同网

### 4月8日
- 張國勝，54歲，福建省莆田市市委副書記、市長。4月8日上午8時30分左右，張國勝從市政府3號辦公樓6層衛生間窗戶跳下，確認當場死亡。大公報
- 馬爾科姆·麥克拉倫（Malcolm McLaren），64歲，有「英國龐克之父」之稱，性手槍樂隊經紀人。新民网（页面存档备份，存于）

### 4月7日
- 木村拓也（日語：木村 拓也（きむら たくや）），37歲，日本棒球選手，因蛛網膜下腔出血不治。Yahoo!中時電子報
- 韓少華，76歲，中國作家。新华网（页面存档备份，存于）

### 4月6日
- 聞立時，74歲，中國科學院金屬研究所研究員、中國工程院院士。新浪（页面存档备份，存于）
- 赤野光信，66歲，因走私毒品，在遼寧省被處決，成為1972年中日邦交正常化以來，首名在中國被執行死刑的日本人 。2006年9月，企圖將二點五公斤冰毒，從大連機場走私到日本時被捕。網易
- 西河克己，91歲，日本電影導演。京華時報（页面存档备份，存于）
- 魏榮爵，94歲，中國科學院院士，物理學家。人民网（页面存档备份，存于）

### 4月5日
- 陈月珠，72岁，中国石油大学（北京）原化工学院教授。[2]

### 4月4日
- 王江民，59歲，江民科技創始人。騰訊科技訊（页面存档备份，存于）、cnBeta（页面存档备份，存于）
- 孫連夢，48歲，中國吉林藝術學院城市藝術學院流行音樂系主任，演員、歌唱家、聲樂教授，因淋巴癌病逝。新浪網（页面存档备份，存于）

### 4月2日
- 謝建隆（William Soeryadjaya），87歲，印尼華裔企業家，有「汽車裝配大王」之稱，印尼阿斯特拉國際公司（Astra International）的創辦人。印尼星洲日報（页面存档备份，存于）
- 徐展堂，69歲，香港商人，全國政協常委，北海集團有限公司主席，慈善家及藝術文物收藏家。在出席兩會期間突然腦溢血暈倒入住協和醫院，其後於3月5日證實腦死亡，延至4月2日病逝。國際線上（页面存档备份，存于）

### 4月1日
- 亨利·愛德華·羅伯茨(Henry Edward Roberts)，68歲，MITS公司創辦人，全球首部個人電腦Altair 8800的發明人，後被譽為個人電腦之父。中時電子報
- 約翰·福賽思（John Forsythe），92歲，金球獎得主、美國電視演員。新华网 Archive.today的存檔，存档日期2013-04-28